# Palazzo Cini-Grifoni
Palazzo Cini-Grifoni è un edificio storico di Firenze situato in Borgo Ognissanti 13-15.

## Storia e descrizione
Il palazzo, già dei Cini, pervenne ai Grifoni per via ereditaria nel 1689. L'anno seguente questi dettero avvio a una serie di lavori terminati nel luglio 1692 sotto la direzione di Antonio Maria Ferri che, per quanto riguarda la facciata, predispose un disegno con al piano terreno due portoni ad arco sormontati da architrave e affiancati da quattro finestre, e sei finestre allineate ai due piani superiori di forma rettangolare.
Nel 1797 l'architetto Filippo Caglieri arricchì la facciata con due balconi in corrispondenza dei portoni, e regolarizzò il prospetto tergale con la realizzazione di otto finestre uguali e in asse con le aperture sottostanti. Di queste trasformazioni documentano una serie di cabrei pubblicati e illustrati da Gian Luigi Maffei che, con l'obiettivo di ricostruire le più antiche preesistenze, così commenta: "il palazzo è una rifusione di due edifici precedenti di cui una corte mercantile a quattro finestre e una casa a corte-schiera a due finestre. Il prospetto in stesura seicentesca di quest'ultimo a sei finestre dimostra con i suoi due accessi e con alcune irregolarità del piano terra - dove il prospetto omogeneo non riesce a regolarizzare assi e bucature precedenti - la derivazione del palazzo da edilizia seriale precedente; nelle due corti mercantili sono ancora permanenti la posizione della corte interna e quella della scala, la presenza di una loggia distributrice sulla corte, l'esistenza di una cellula voltata con pilastro centrale oltre il cortile, i fronte con due piani paritetici (...). Il prospetto del 1797 annulla in facciata le irregolarità ancora presenti nel precedente e lo arricchisce di due balconi sopra le porte e di uno stemma nobiliare in asse, tra il primo e il secondo piano".
Con la realizzazione del lungarno Vespucci l'edificio fu ridotto nella sua estensione da questo lato (nei cabrei prima citati è tra l'altro documentata una ampia terrazza direttamente affacciata sul fiume). Oggi, convertito in albergo, l'edificio si presenta soprelevato rispetto all'originaria configurazione di due ulteriori piani. Per la sua dimensione settecentesca (e per le decorazioni interne, esistenti o comunque presenti al tempo), si vedano le note di Emilia Marcori.